# Damoxenos
Damoxenos (altgriechisch Δαμόξενος; lateinisch Damoxenus) war ein attischer Komödiendichter des 3. Jahrhunderts vor Christus. Ein Sieg an den Dionysien ist inschriftlich bezeugt.

## Werke
Bisher sind nur drei Fragmente von Werken des Damoxenos bekannt, die alle bei Athenaios überliefert wurden.
Das erste Fragment stammt aus der Komödie Hauton penthōn (altgriechisch Αὑτὸν πενθῶν ‚Der sich selbst betrauert‘) und umfasst fünf Verse, in denen ein Soldat seiner Geliebten einen kunstvoll gefertigten Becher als weiteres Geschenk verspricht.
Das zweite Fragment stammt aus der Komödie Syntrophoi (altgriechisch Σύντροφοι ‚Die zusammen Aufgewachsenen‘) und umfasst 68 Verse, in denen ein Koch eine philosophische Rede hält. Er stellt sich als Schüler des Epikur vor und blickt auf andere philosophische Schulen herab. Es ist die längste Rede eines Komödienkochs.
Das dritte Fragment stammt aus einem unbekannten Werk und umfasst 12 Verse, in denen das Ballspiel eines Jünglings beschrieben wird.